# Склба, Ричард
Ричард Джон Склба (англ. Richard John Sklba, 11 сентября 1935, Расин, Висконсин — 21 ноября 2024, Милуоки, Висконсин) — американский прелат Католической церкви, служивший в качестве вспомогательного епископа архиепархии Милуоки с 1979 по 2010 год. 

## Ранние годы
Ричард Склба родился 11 сентября 1935 года в Расине, штат Висконсин. Он посещал среднюю школу Св. Екатерины в Расине в течение двух лет, затем поступил в семинарию Св. Франциска в Сент-Фрэнсисе, штат Висконсин. В 1954 году Склба поступил в Папский Григорианский университет в Риме, где получил степень бакалавра философии и степень магистра богословия.

## Священство
20 декабря 1959 года Склба был рукоположен в сан священника архиепископом Мартином О’Коннором для архиепархии Милуоки. После своего рукоположения Склба в течение двух лет служил помощником пастора в приходе Святой Марии в Элм-Гроув, штат Висконсин.
В 1962 году Склба вернулся в Рим, чтобы учиться в Папском библейском институте и Папском университете святого Фомы Аквинского. В 1965 году он получил степень доктора священного богословия, защитив диссертацию на тему «Обучающая функция израильского священства до пленения».
Вернувшись в Висконсин в 1965 году, Склба по выходным выполнял пастырскую работу в приходе Святой Вероники в Милуоки и преподавал Священное Писание в семинарии Святого Франциска в течение следующих 11 лет.

## Вспомогательный епископ Милуоки
6 ноября 1979 года Папа Иоанн Павел II назначил Склбу вспомогательным епископом Милуоки и титулярным епископом Кастро-ди-Пулья. Он был рукоположен 19 декабря 1979 года архиепископом Рембертом Уиклендом, а его со-консекраторами выступили архиепископы Уильям Казинс и Роберт Санчес. Склба является членом Католической библейской ассоциации Америки с 1968 года и был назначен её президентом в 1982 году.
В 1998 году Склба произнёс надгробную речь на похоронах Лоуренса Мерфи, священника архиепархии. В своей хвалебной речи Склба упомянул хорошую работу, проделанную Мерфи, но заявил, что «на его служение была брошена некоторая тень». Перед смертью Мерфи признался в сексуальном насилии над 30 учениками школы для глухих Святого Иоанна в Сент-Фрэнсисе, штат Висконсин, и подозревался ещё в 200 случаях. Критики обвинили Склбу в грубом преуменьшении преступлений Мерфи против детей.
С 2005 по 2008 год Склба занимал пост председателя Комитета по экуменическим и межрелигиозным вопросам Конференции католических епископов США (USCCB). В этом качестве, после того как Папа Бенедикт XVI переформулировал молитву Страстной пятницы за евреев в Тридентской мессе, Склба заявил:

«Главное в заботах Святейшего Отца — ясная формулировка того, что спасение приходит через веру в Иисуса Христа и Его Церковь. Эту веру никогда нельзя навязывать, её всегда следует выбирать свободно. Католическая церковь в Соединённых Штатах по-прежнему твёрдо привержена углублению уз дружбы и взаимопонимания с еврейской общиной».
Оригинальный текст (англ.)"Central to the concerns of the Holy Father is the clear articulation that salvation comes through faith in Jesus Christ and his church. It is a faith that must never be imposed but always freely chosen. The Catholic Church in the United States remains steadfastly committed to deepening its bonds of friendship and mutual understanding with the Jewish community."
— 
18 октября 2010 года Бенедикт XVI принял прошение Склбы об отставке с поста вспомогательного епископа Милуоки.

## Смерть
Склба умер во сне в своей резиденции в Милуоки 21 ноября 2024 года в возрасте 89 лет.